# Kris Krawcewicz
Kris Krawcewicz (* 30. April 1996 in Wien) ist ein österreichischer Racketlonspieler, der auch im Tennis aktiv ist.

## Werdegang
Zu seinen größten Erfolgen zählen zehn Weltmeistertitel in Racketlon, eine Kombination aus Tischtennis, Badminton, Squash und Tennis, in verschiedenen Altersklassen, ein U16-Staatsmeistertitel im Tennis (Doppel 2012), ein Staatsmeistertitel im Squash (U15) und ein Junioren-Staatsmeistertitel im Dreisprung. Mehrere Jahre lang war er in der Jugend die Nummer 1 auf der Welt im Racketlon. Er gehörte zu den fünf besten Jugendspielern Österreichs im Tennis.
Aktuell ist Kris Krawcewicz hauptsächlich auf der ITF Future Tour unterwegs.